# Bảo tàng tỉnh Battambang
Bảo tàng tỉnh Battambang là một bảo tàng ở làng Kamkor, xã Svay Por, tỉnh Battambang, phía tây Campuchia. Bảo tàng này được Madeleine Giteau thành lập vào năm 1963. Nơi đây lưu giữ cả một bộ sưu tập đồ gốm, tượng và nhạc cụ thời kỳ tiền Angkor nổi bật.